# زاغی‌های لاجوردی

زاغی‌های لاجوردی یا کبودکشکرک (نام علمی: Cyanopica) نام یک سرده از تیره کلاغان است.

## گونه‌ها
- زاغی بال‌لاجوردی،  Cyanopica cyanus
- زاغی ایبریایی،  Cyanopica cooki